# Die Braut trug schwarz
Die Braut trug schwarz (Originaltitel: La mariée était en noir) ist ein französisch-italienischer Kriminalfilm des Regisseurs François Truffaut. Er basiert auf dem Roman Die Braut trug Schwarz (Originaltitel: The Bride Wore Black) von Cornell Woolrich.

## Handlung
Ein Frauenheld, Monsieur Bliss, bereitet sich auf seine Verlobungsfeier vor, die am Abend stattfinden wird. Eine geheimnisvolle Frau versucht, in sein Zimmer zu gelangen. Am Abend taucht sie auch bei seiner Verlobung auf und bittet ihn zu einem Gespräch auf den Balkon. Mit einem Trick veranlasst sie ihn, auf das Geländer zu klettern. Sie stößt ihn in die Tiefe, während sie ihm ihren Namen verrät: Sie heißt Julie Kohler.
Wenig später sehen wir sie wieder, wie sie erneut einem Mann nachstellt, der sie nicht zu kennen scheint. Diesmal ist es der schüchterne Monsieur Coral. Sie schickt ihm Konzertkarten und trifft ihn in einer Loge, ohne sich jedoch vorzustellen. Er lädt sie für den nächsten Tag zu sich nach Hause ein. Sie erscheint zu der Einladung mit einer Flasche vergiftetem Schnaps. Auch Coral wird von ihr getötet. Während er stirbt, erklärt sie ihm, dass sie sich schon vor Jahren einmal getroffen haben, und jetzt erkennt Coral sie sterbend als „die Braut“.
Rückblende: Ein frisch vermähltes Brautpaar tritt vor die Kirche. Plötzlich fällt ein Schuss und der Bräutigam bricht tot zusammen.
Erneuter Szenenwechsel: Wieder ist „die Braut“ dabei, Informationen über einen Mann zu sammeln. Ihr neues Ziel heißt Clément Morane. Sie schleicht sich mit einem Trick ins Haus ihres Opfers, wobei sich herausstellt, dass Morane ein ehrgeiziger Politiker ist. Mit einem weiteren Trick lockt sie ihn in eine enge Kammer, wo sie ihn einschließt. Sie erklärt ihm, dass ihr Name Julie Kohler sei und dass sie gekommen sei, um ihn zu töten.
Erneute Rückblende: Fünf Junggesellen, die sich in einer Kleinstadt langweilen, spielen Karten und trinken dabei. Mit einem Jagdgewehr, das mit einem Zielfernrohr ausgerüstet ist, zielen sie auf die Kirchturmspitze und die Uhr der gegenüberliegenden Kirche. Einer von ihnen zielt auf ein frisch getrautes Brautpaar, das gerade aus dem Portal tritt. Als die anderen ihm die Waffe entreißen wollen, löst sich ein Schuss und trifft den Bräutigam tödlich. Erschrocken über diesen fürchterlichen Ausgang stürmen sie getrennt aus der Wohnung und verlassen die Stadt.
Wieder in der Gegenwart: Julie Kohler verschließt mit Klebestreifen die Kammer luftdicht. Morane erstickt darin.
Als Julie den Schrotthändler Delvaux erschießen will, kommt ihr die Polizei zuvor und verhaftet ihn wegen eines Betrugs. Ihr viertes Opfer ist daher der Maler Fergus. Er engagiert Julie als Modell für ein Bild der Göttin Diana. Sie lässt sich von ihm zeichnen und malen. Sie tötet ihn anschließend mit einem Pfeilschuss.
Julie fällt als tief verschleierte Frau auf, die sich dem Trauerzug beim Begräbnis des Malers anschließt. Sie wird von einem Freund des getöteten Monsieur Bliss erkannt und wird verhaftet. Dem Untersuchungsrichter gesteht sie die Taten, nennt aber nicht ihr Motiv. Im Gefängnis, in dem Männer und Frauen in verschiedenen Gebäudeteilen untergebracht sind, arbeitet sie in der Küche mit. Sie versteckt ein Messer und ersticht bei der Essensausgabe den fünften Mann, den Schrotthändler Delvaux, der nach seiner Festnahme in diesem Gefängnis einsaß.

## Kritik
Filmdienst: François Truffaut verarbeitet traditionelle Motive des Melodrams und des Hitchcock-Thrillers zu einer faszinierenden Geschichte um Liebe, Rache, Schuld und Tod. Der spielerische, zugleich formal streng kalkulierte Umgang mit verschiedenen Genre-Elementen ermöglicht überraschende, zum Teil amüsante, stets spannende Variationen des „amour fou“-Themas, das unter der kriminalistischen Oberfläche des Films den Motor der Handlung bildet.
Im Gegensatz zu Truffauts Befürchtungen war die Reaktion der französischen Kritik nicht schlecht. So hieß es in der damaligen Besprechung des Films von Jean-Louis Bory im Nouvel Observateur: „Hitchcock, der Lehrer – Truffaut, sein Schüler – bravo. Der Schüler hat die Lektionen des Meisters angeschaut und sie sich angeeignet. So ist er selbst zum Meister geworden, was nur gerecht ist.“ Truffaut selbst allerdings stand dem Film später eher skeptisch gegenüber und sagte, dass er den Film nicht möge und dass dessen Kritiker Recht hätten. Zum einen sei Jeanne Moreau in diesem Film „ganz klar unterfordert“, für eine Schauspielerin wie sie gebe es einfach zu wenige Dialoge. Zum anderen fehl[e] es „diesem Film einfach an Geheimnis“, er sei „viel zu hell“ geraten.
Im Jahr 2021 wies der Film auf Rotten Tomatoes eine positive Kritik von 82 % auf.

## Einfluss
Der Film war eine Inspiration für Kate Bushs Song „The Wedding List“ auf ihrem Album Never for Ever.
Obwohl der Film Kill Bill von Quentin Tarantino eine sehr ähnliche Handlung aufweist – hier werden ebenfalls die Namen aus einer Liste gestrichen und eine Braut rächt sich an den Mördern ihres Bräutigams – behauptete der Regisseur, den Film Die Braut trug schwarz nie zuvor gesehen zu haben.

## Auszeichnungen
Er wurde 1969 für die Filmpreise Golden Globe (Bester fremdsprachiger Film) und Edgar Allan Poe Award nominiert. Die Jury des Filmpreises National Board of Review setzte ihn 1969 auf eine Liste der besten fremdsprachigen Filme.

## Synchronisation
| Rolle          | Darsteller         | Synchronsprecher |
| -------------- | ------------------ | ---------------- |
| Julie Kohler   | Jeanne Moreau      | Rosemarie Fendel |
| Coral          | Michel Bouquet     | Gerd Martienzen  |
| Corey          | Jean-Claude Brialy | Joachim Ansorge  |
| Bliss          | Claude Rich        | Randolf Kronberg |
| Clément Morane | Michael Lonsdale   | Edgar Ott        |
| Mlle Becker    | Alexandra Stewart  | Renate Danz      |
| Richter        | Gilles Quéant      | Jürgen Thormann  |

## Varia
- Die Kleider, die Jeanne Moreau in dem Film trägt, wurden geschneidert nach Entwürfen von Pierre Cardin, der eine Zeit lang ihr Lebensgefährte gewesen war.[10]
- Die Zeichnungen und Bilder des Malers Fergus (Charles Denner) wurden real von Charles Matton angefertigt. In einigen Einstellungen ist das Plakat zu einer Matton-Ausstellung in einer kleinen Pariser Galerie zu sehen.[10][11]
- Die Dreharbeiten fanden statt im Zeitraum vom 16. Mai bis zum 10. November 1967.[12]

- Drehorte:

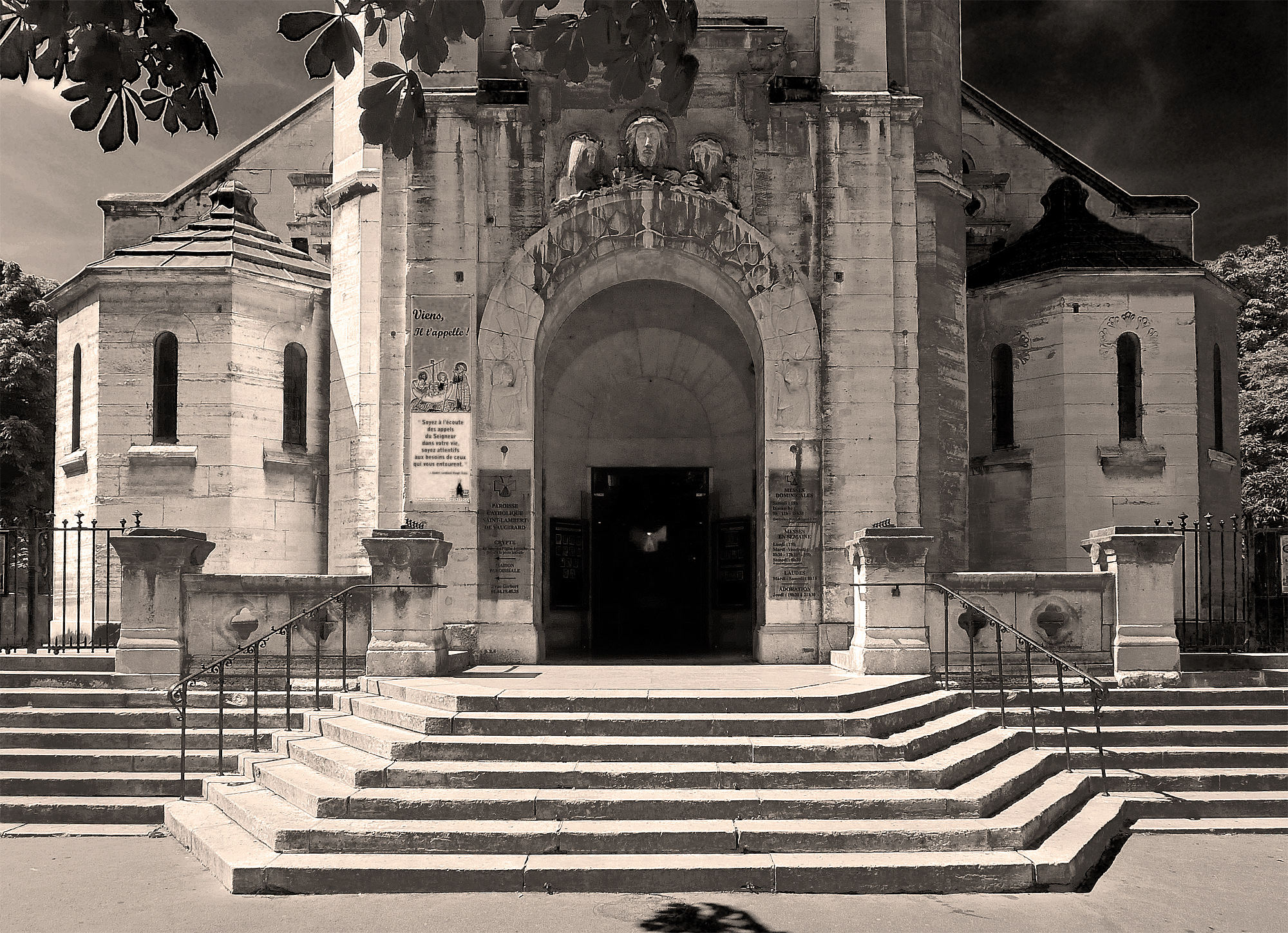
Das Eingangsportal von Saint-Lambert de Vaugirard, Paris, 15. Arrondissement

  - Die zentrale Szene des Films, in der der Bräutigam erschossen wird, wurde gedreht an der Kirche Saint-Lambert de Vaugirard im 15. Arrondissement von Paris.[13]
  - Das Haus, in dem die Verlobungsfeier von Bliss stattfindet und wo er von Julie Kohler vom Balkon gestoßen wird, ist die Résidence Saint-Michel in Cannes.[10]
  - Weitere Drehorte waren u. a. der Bahnhof von Cannes (wo Julie Kohler vortäuscht, sie verließe die Stadt), das Théâtre municipal von Étampes (wohin Coral von Julie Kohler gelockt worden ist)[14], ein Atelier und Innenhof an der Pariser Rue du Val-de-Grace (wo der Maler Fergus wohnt und arbeitet)[10], der Cimetière des Gonards in Versailles (wo das Begräbnis von Fergus stattfindet und Julie Kohler von Corey erkannt wird) sowie die Studios de la Victorine in Nizza (für einige Innenaufnahmen).[15]
- Die Braut trägt denselben Nachnamen wie der Protagonist des Films Schießen Sie auf den Pianisten: Kohler; im Französischen ist dieser Name homophon mit dem Wort „colère“ (deutsch: Wut).

## Trivia
Die Figur der Julie legt in dem Film mehrmals eine EP mit Antonio Vivaldis Konzert für Mandoline in C-Dur (RV 425) auf, von dem sie jeweils die markanten ersten Takte anspielt; ob sich dahinter eine tiefere Symbolik verbirgt, bleibt für den Betrachter spekulativ. Davon abgesehen, ist auf dem Schreibtisch des Malers Fergus, in einer kurzen Einstellung, das Plattencover des Jazz-Albums Solo Monk (1965) zu sehen.